# エイブ・アッテル
エイブ・アッテル（Abe Attell、本名：Abraham Washington Attell、1884年2月22日 - 1970年2月6日）は、アメリカ合衆国の男性元プロボクサー。ユダヤ系アメリカ人。カリフォルニア州サンフランシスコ出身。元世界フェザー級チャンピオン。20歳で世界フェザー級王座に就き、一度王座を手放すが2年5ヶ月後にこれを再び獲得。6年間に渡りフェザー級王座を20度防衛した。同級史上最強のチャンピオンの一人とされている。
チャンピオンでありながらも希代の技巧派ジム・ドリスコルを始めとする強豪とは無判定試合（KO以外では勝敗を付けない取り決めで行われる試合）でしか戦わなかったと言われたり、また引退後に野球賭博絡みの大規模な八百長に関与した疑いが持たれる等、リング外での話題にも事欠かないチャンピオンだった。

## 来歴
サンフランシコの貧しい家庭に生まれ、周囲のユダヤ系に対する差別から喧嘩に明け暮れた。近所の子供との喧嘩に負け、仕返しをするためにとボクシングジムに入門した。1900年、その子供との試合に勝って報酬を手にしたことからプロになった。1903年、ジョニー・リーガンとの試合に20回判定勝ちし世界フェザー級王座獲得。9ヶ月で4度防衛するがトミー・サリバンに5回KO負けで王座を手放す。しかしその後1906年にジミー・ウォルシュに15回判定勝ちでフェザー級王座を再獲得。以降6年間で20度の防衛を果たした。1912年2月、ジョニー・キルベーンに20回判定負けし、遂に王座から陥落した。
1970年2月6日、85歳で死亡。

## 通算戦績
154戦72勝(38KO)9敗19分2無効52無判定